# Kobus anselli
Kobus anselli е вид бозайник от семейство Кухороги (Bovidae). Видът е критично застрашен от изчезване.

## Разпространение
Видът се среща само във влажните зони на Упемба в Демократична република Конго.